# FASER (experiência)
O FASER (acrônimo em inglês para ForwArd Search ExpeRiment) é um dos oito experimentos de física de partículas localizados no Grande Colisor de Hádrons da Organização Europeia para a Pesquisa Nuclear, conhecida como CERN. Ele foi projetado para buscar novas partículas elementares leves e fracamente acopladas e para estudar as interações de neutrinos de alta energia.
O experimento está localizado no túnel de serviço TI12, a 480 metros de distância do ponto de interação usado pelo experimento ATLAS. Esse túnel era usado para injetar o feixe do SPS no acelerador LEP, mas atualmente não hospeda nenhuma infraestrutura do LHC. O experimento situa-se nesse local para receber um feixe intenso e altamente colimado, tanto de neutrinos quanto de possíveis novas partículas. Além disso, fica protegido das interações do ATLAS, blindado por aproximadamente 100 metros de rocha e concreto, o que proporciona um ambiente com baixos índices de radiação. O experimento FASER foi aprovado em 2019 e começará a coletar dados em 2021.

## A busca por novas partículas elementares
O objetivo principal do experimento FASER é procurar por partículas elementares leves e de fraca interação, que ainda não foram descobertas, como os fótons escuros, partículas semelhantes aos áxions e neutrinos estéreis. Se essas partículas são suficientemente leves (≤ 5 GeV), elas podem ser produzidas em decaimentos raros de hádrons. Tais partículas serão produzidas predominantemente na direção paralela ao ponto de colisão, formando um feixe altamente colimado de partículas indo na direção do experimento. Essas partículas podem manter uma fração grande da energia do feixe de prótons do LHC. Além disso, devido ao seu fraco acoplamento às partículas do Modelo Padrão e suas altas velocidades, essas partículas têm vida longa e podem viajar facilmente centenas de metros sem interagir antes de decair nas partículas do Modelo Padrão. Esses decaimentos levam a um sinal espetacular, o aparecimento de partículas altamente energéticas, que o FASER pretende detectar.

## A física de neutrinos
O LHC é o colisor de partículas de mais alta energia construído até agora e, portanto, também a fonte dos neutrinos mais energéticos criados em um laboratório. As colisões no LHC levam a um grande fluxo de neutrinos de alta energia e de todos os sabores, que são altamente colimados ao redor do eixo de colisão do feixe e se movem na direção do FASER. O sub-detector FASERν foi projetado para detectar esses neutrinos. Ele registrará e estudará milhares de interações de neutrinos, o que permite medir as seções de choque de neutrinos em energias na escala de TeV, que nunca foram medidas.

## O detector

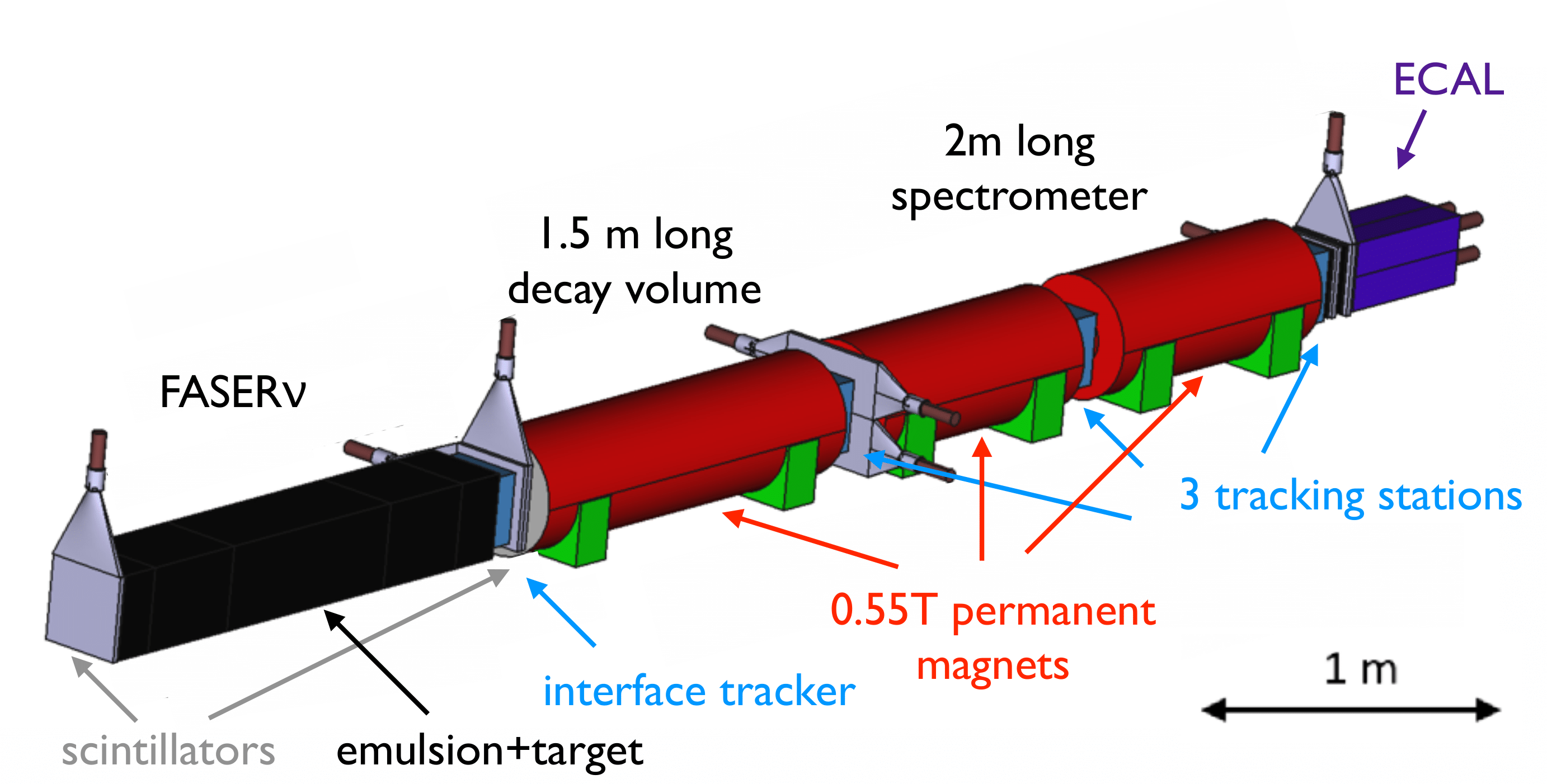
Desenho esquemático do experiência FASER

Localizado na parte frontal do FASER está o detector de neutrinos FASERν, que consiste em várias camadas de filmes de emulsão intercalados com placas de tungstênio que servem como material alvo para as interações de neutrinos. Atrás do FASERν e na entrada do detector principal, há um veto para partículas carregadas que consiste em cintiladores plásticos. Essa parte é seguida por um compartimento vazio para decaimento de 1,5 metros e um espectrômetro de 2 metros, que são colocados em um campo magnético de 0,55 teslas. O espectrômetro consiste em três estações de rastreamento, compostas por camadas de detectores semicondutores de silicone, para detectar partículas carregadas produzidas no decaimento de partículas de vida longa. Na parte de trás está localizado um calorímetro eletromagnético.